# 오진아
오진아(吳鎭兒, 1971년 10월 2일 ~ )는 대한민국의 정치인, 마포구의회 의원이다. 인천광역시 출생으로 17대 국회 심상정 의원 비서관, 서울특별시 친환경무상급식운동본부 추진위원을 역임하였고, 2010년 지방선거에서 진보신당 소속 마포구의원(성산2,상암,중동)에 출마하여 당선되었다.

## 학력
- 문일여자고등학교 졸업
- 인하대학교 사회교육학과 졸업

## 경력
- 민중의집 운영위원
- 마포두레생협 대의원
- 마포의료생협 발기인
- 전 마포구의회 교육지원특별위원장
- 전 사무금융노조연맹 증권사노조협의회 전문위원
- 전 노동과세계, 진보정치 기자
- 전 심상정의원 비서관
- 전 사단법인 학교마을 기획실장

## 역대 선거 결과
|  | 25.31% |

|  | 21.53% |

## 참고 자료
- 오진아 의원 트위터
- 오진아 의원 블로그